# Jac Boonen
Jacques (Jac) Boonen (Tongerlo, 1911 – Borchtlombeek, 1968) was een Vlaams graficus.
Hij was leerling aan de Academie in Roermond (1925-30) en aan het Hoger Instituut voor Schone Kunsten in  Antwerpen (1930-35). Hij woonde in Schotenhof, Antwerpen, Borchtlombeek en Brussel.
Zijn thema's waren : mensenmassa's in vervreemdende omgeving, vervreemdende landschappen, monsterachtige hoofden, portretten van kunstenaars (James Ensor) en schrijvers (zoals Michel de Ghelderode, Cyriel Verschaeve, Willem Gijssels, Marcel Wyseur).

## Grafiekmappen
- Duistere machten (1941)
- Landschappen (1943)
- Infernalia (1949)
- Les spasmodiques (1957)
- Gravidité (1959)

## Verzamelingen
- Oostende, Mu.ZEE (Kunstmuseum aan Zee)

- Gemeinsame Normdatei: 136634834
- RKD-Nederlands Instituut voor Kunstgeschiedenis: 10584
- Virtual International Authority File: 80945975
- WorldCat: E39PBJxrVTWMtFHGjQ4p77gh73